# Néstor Paternostro
 Néstor Paternostro  (San Isidro, provincia de Buenos Aires, Argentina, 22 de abril de 1937) es un director de cine argentino.

## Carrera profesional
A fines de la década de 1940 actuó como extra en tres filmes. Estudió bioquímica y en la década de 1960 comenzó a trabajar en cine publicitario. Realizó varios cortometrajes por lo que obtuvo premios. Cuando pretendía hacer su primer largometraje en colaboración con Luis Puenzo una inundación que arrasó los decorados frustró el proyecto. Con otros cuatro directoes formó el llamado “grupo de los cinco” que enfrentaba los mecanismos imperantes para la distribución y exhibición de películas en momentos de gran dificultad para la industria. Su primer largometraje fue el filme extraño e intimista Mosaico o La vida de una modelo (1968). Dos años después estrenaba otro filme, casi experimental,  Paula contra la mitad más uno (1971), de gran repercusión en el público cinéfilo. En años posteriores se dedicó a documentales de divulgación así como a producciones para televisión.

## Filmografía
Director
- El tesoro del portugués  (2007)
- La pluma del ángel  (1992)
- Buenos Aires Music Hall  (1975)
- Paula contra la mitad más uno   (1971)
- Mosaico o La vida de una modelo (1968)
- La Difunta Correa (cortometraje documental)   (1966)
- Horno de ladrillos  (cortometraje documental) (1961)

Actor
- Santos Vega (1971)
- ...(Puntos suspensivos) Inédita (1970)
- Mosaico o La vida de una modelo (1968) …Extra
- La muerte está mintiendo (1949)  Extra
- Danza del fuego (1948)  Extra
- Tierra del Fuego (1948)  Extra

Guionista
- El tesoro del portugués  (2007)
- La pluma del ángel  (1992)
- Buenos Aires Music Hall  (1975)
- Paula contra la mitad más uno   (1971)
- Mosaico  (1968)
- La pared  (cortometraje)  (1961) coguionista
- La muerte está mintiendo (1949)  Extra
- Danza del fuego (1948)  Extra
- Tierra del Fuego (1948)  Extra

Codirección
- The Players vs. Ángeles caídos (1969)

## Premios
Recibió el premio Cabildo de Plata en la III Muestra Internacional de Cortometrajes de Buenos Aires, Argentina, de 1962 por Horno de ladrillos .
Mosaico  fue galardonada en el VII Festival Internacional de Panamá de 1969 con el Premio Esfinge al mejor trabajo de investigación en tanto Perla Caron recibió el premio a la mejor interpretación femenina.